# كاتلين آس
كاتلين آس (بالإنجليزية: Kätlin Aas)‏ (من مواليد 26 ديسمبر 1992) وهي عارضة أزياء إستونية.

## عملها
عملت كاتلين عارضة أزياء لعلامات تجارية مثل كريستوفر كين وبرادا ومياو مياو وفيرزاتشي وجيفنشي وجان بول غولتييه ومارك جاكوبس وإيف سان لوران.
وهي صديقة كل من: هاني غابي أوديلي وجوليا نوبيس وليكسي غليان وعيسى ليش وبينكس والتون وجوليا فرويش.
كانت كاتلين تحتل المرتبة الـ 50 في قائمة عارضات الأزياء على موقع models.com.

## وصلات خارجية
- كاتلين آس على موقع دليل عارضات الأزياء (الإنجليزية)